# Fengping

Il Fengping (caratteri cinesi: 豐坪溪) è un fiume minore di Taiwan, affluente del maggiore fiume Shiukuluan. Scorre per 37 km nella contea di Hualien.